# Wilbert de Joode
Wilbert de Joode (Amsterdam, 11 mei 1955) is een Nederlandse jazzcontrabassist. 
De Joode is een muzikale autodidact. Hij speelt contrabas sinds 1982. Al snel daarna speelde hij in verschillende improviserende jazzgroepen: van Vera Vingerhoeds, Armando Cairo en Ig Henneman. In 1988 maakte hij bij Vingerhoeds zijn eerste opnames, gevolgd door opnames met J.C. Tans, Rinus Groeneveld en Henneman, met wie hij in de jaren erna regelmatig in de studio stond. Rond 1990 werd hij lid van het trio van saxofonist Ab Baars, waarin hij nog steeds actief is. Zoals in de jazz wel vaker gebeurt, speelt De Joode in verschillende groepen en vaak met dezelfde musici. Sinds het begin van de jaren negentig maakt hij deel uit van de bigband van pianist Michiel Braam, Bik Bent Braam, waarin verschillende Nederlandse musici spelen met wie De Joode regelmatig in een of andere vorm samenwerkt: met Braam speelt hij ook in het trio BraamDeJoodeVatcher en Bentje Braam, hij maakt deel uit van het kwartet van trompettist Eric Boeren en hij heeft gespeeld met trombonist Wolter Wierbos. Hij speelt ook regelmatig bij de groepen van Chris Abelen en de laatste jaren heeft hij een trio met de Duitse musici Frank Gratkowski (klarinet en saxofoon) en Achim Kaufmann (piano). Verder heeft DeJoode gespeeld en opnames gemaakt met onder meer Frans Vermeerssen, Jan Klare, een trio met Cor Fuhler en Han Bennink, Joost Buis, Corrie van Binsbergen, Tobias Delius en Ken Vandermark.

## Discografie (selectie)
solo
- Olo, Wig, 2002

als sideman
met Ig Henneman
- In Grassetto, Wig, 1990
- Dickinson, Wig, 1993
- Repeat That, Repeat, Wig, 1995
- Indigo, Wig, 1998
- Pes, Wig, 1999

met Ab Baars Trio
- 3900 Carol Court, Geestgronden, 1992
- Sprok, Geestgronden, 1995
- A Free Step, Geestgronden, 1999
- Four (met Roswell Budd), DATARecords, 2001
- Songs, Geestgronden, 2001
- Party at the Bimhuis, Wig, 2007
- Goofy June Bug (met Ken Vandermark), Wig, 2008

met Bik Bent Braan
- Howdy, Timeless, 1993
- Het XYZ der Bik Bent Braam, BVHaast, 1996
- Zwart Wit, BVHaast, 1999
- 13, BVHaast, 2000
- Bik Bent Braam Goes Bonsai, 2002
- Growing Pains', 2004

Trio BraamDeJoodeVatcher
- Monk Materials, BVHaast, 1998
- Colors, 2002
- Change This Song, 2005

met Eric Boeren
- Cross Breeding, BIMhuis, 1997
- Joy of a Toy, BVHaast, 1999
- Soft Nose, BVHaast, 2001

met Intermission
- Song of Low Songs, BVHaast, 1996
- Unanswered Questions, BVHaast, 1999

Trio Fuhler/Bennink/De Joode
- Bellagram, Geestgronden, 1998
- Tinderbox, DATARecords, 2002

Kaufmann/Gratkowski/De Joode
- kwast, 2004
- Unearth, Nuscope, 2005
- Palae, Leo Records, 2007

- Bibliothèque nationale de France: cb141912712 (data)
- Gemeinsame Normdatei: 135276470
- International Standard Name Identifier: 0000 0001 1449 4986
- Library of Congress Control Number: no2003089761
- MusicBrainz: 70a01a70-797f-430d-b73a-c005e1dc9821
- Nederlandse Thesaurus van Auteursnamen: 391146300
- Virtual International Authority File: 80077060